# Christopher Jacobs (Schwimmer)
Christopher Charles Jacobs (* 25. September 1964) ist ein ehemaliger US-amerikanischer Schwimmer.
Jacobs nahm 1987 an den Pan Pacific Swimming Championships in Brisbane teil. Dort gewann er gemeinsam mit der Staffel über 4 × 100 m Freistil Gold. Ein Jahr später war er Teilnehmer der Olympischen Spiele. In Seoul sicherte er sich gemeinsam mit den Staffeln über 4 × 100 m Freistil und 4 × 100 m Lagen die Goldmedaille. Sowohl im Freistilwettbewerb, als auch über die Lagendistanz stellten die US-Amerikaner neue Weltrekorde auf. In der Einzeldisziplin über 100 m Freistil gewann er Silber.